# 傑拉德·R·艾倫
傑拉德·羅伯特·「蓋瑞」·艾倫（英語：Gerald Robert "Gerry" Allen，1942年3月26日—）是一名美國裔澳大利亞魚類學家。他的職業生涯始於1963年，當時他在夏威夷大學學習了一個學期，並於1971年獲得海洋動物學博士學位。1972年，艾倫撰寫了關於小丑魚的系統學和生物學的博士論文。
1974年，艾倫被任命為珀斯西澳大利亞博物館館長，直到1997年，他調到保育國際工作擔任科學組組長，在巴布亞新幾內亞、印尼和菲律賓開展珊瑚礁魚類調查，直到2003年。艾倫撰寫了33本著作和大約400篇科學論文。2003年，他因在魚類生物學方面的科學成就獲得澳洲魚類生物學學會頒發的K·拉德威·艾倫獎。
艾倫繪製並分析了所有印度洋-太平洋海域珊瑚礁魚類的分布圖。他繼續發表科學論文，並參與非營利組織保護國際的工作，特別是保護沃格爾科普半島地區的生物多樣性。

## 外部連結
- List of Gerald R. Allen books （页面存档备份，存于）